# Big Youth

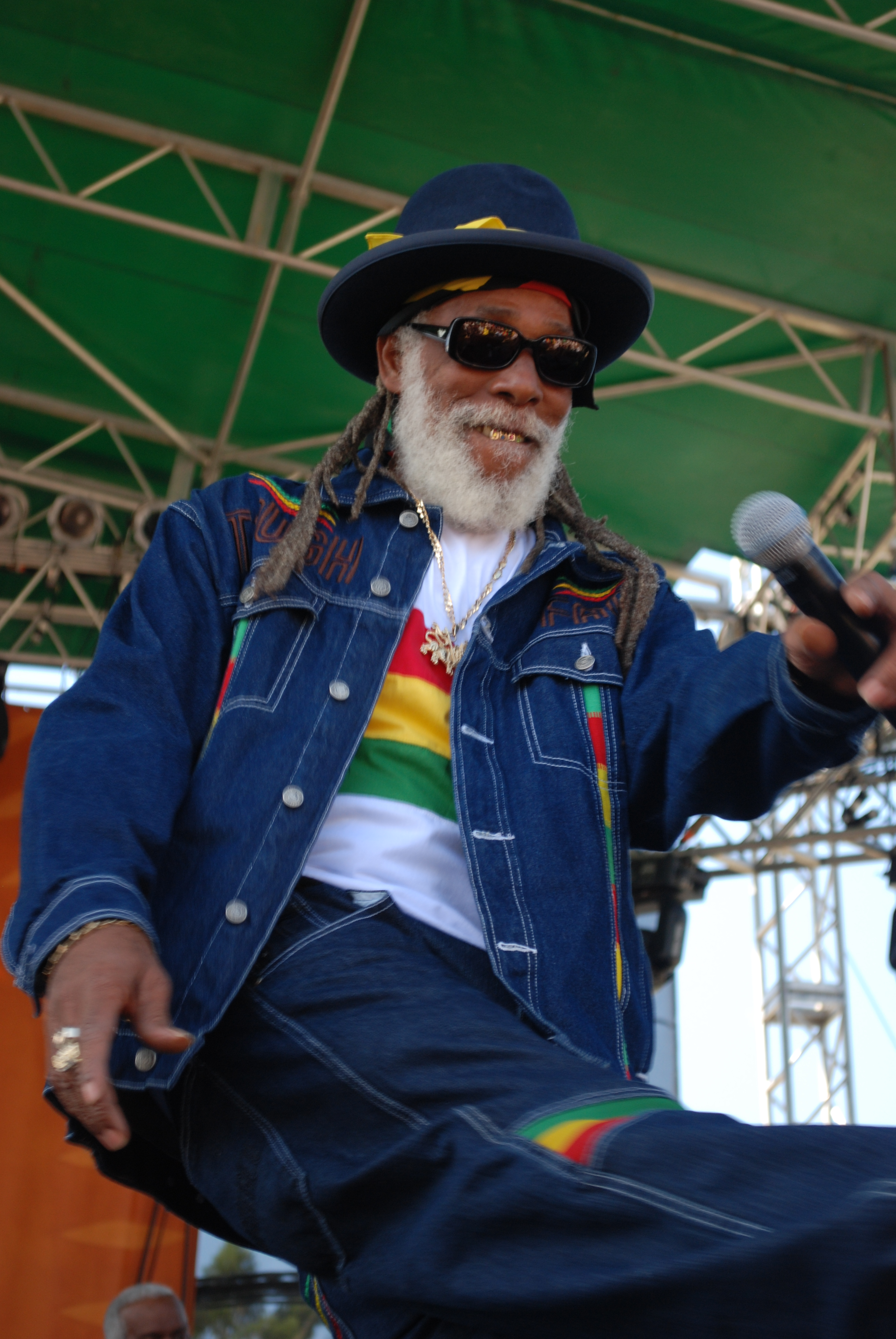
Big Youth

Big Youth, właśc. Manley Augustus Buchanan, również Jah Youth (ur. 19 kwietnia 1949 w Kingston) – jamajski DJ. 
Jego kariera rozpoczęła się w latach '70 XX wieku. Pod wływem innego muzyka jamajskiego, U-Roya rozpoczął śpiewanie w Lord Tippertone’s sound system, w 1970 roku. Jego pierwsze LP Chi Chi Run zostało wyprodukowane przez Prince Bustera w 1971 roku.
Nazwa zespołu Sonic Youth była częściowo hołdem dla Big Youtha.

## Dyskografia
- Chi Chi Run – Fab 1972
- Screaming Target – Trojan Records 1973[1]
- Reggae Phenomenon – Augustus Buchanen 1975
- Dreadlocks Dread – Klick 1975[1]
- Cool Breeze – Ride Like Lightning – The Best of Big Youth 1972-1976
- Natty Cultural Dread – Trojan Records 1976[1]
- Hit the Road Jack – Trojan Records 1976[1]
- Reggae Gi Dem Dub – Nicola Delita Records 1978
- Isiah First Prohphet of Old – Nicola Delita Records, Caroline Records (UK) 1978
- Progress – Nicola Delita Records 1979
- Rock Holy – Negusa Negast 1980
- Some Great Big Youth – Heartbeat Records 1981
- Chanting Dread Inna Fine Style – Heartbeat Records 1982
- Live at Reggae Sunsplash – Genes 1984
- A Luta Continua (The Struggle Continue) – Heartbeat Records 1986
- Manifestation – Heartbeat Records 1988[1]
- Jamming in the House of Dread – Danceteria 1990
- Higher Grounds – Jr., VP Records 1995
- Save the children – Declic 1995
- Natty Universal Dread 1973-1979 – Blood & Fire 2001